# Сайон-Фарм
Сайон-Фарм (англ. Sion Farm) — посёлок и район (subdistrict), расположенный на территории Американских Виргинских островов.

## Географическое положение
Сайон-Фарм расположен в центральной части острова Санта-Крус, самого крупного и самого южного в составе островной группы, на расстоянии приблизительно 3 километров к западу-юго-западу (WSW) от города Кристианстед, административного центра округа Санта-Крус. Абсолютная высота — 50 метров над уровнем моря.

## Население
По данным переписи населения 2010 года, численность населения района составляла 13 003 человек.
Динамика численности населения Сайон-Фарм по годам:
| 1990   | 2000   | 2010   |
| ------ | ------ | ------ |
| 11 883 | 13 565 | 13 003 |